# Isoascorbate de calcium
L'isoascorbate de calcium est le sel de calcium de l'acide isoascorbique (acide érythorbique), de formule CaC12H14O12. C'est un additif alimentaire synthétique (numéro E318) utilisé comme antioxydant,.

## Propriétés chimiques
En tant que sel de l'acide érythorbique, l'isoascorbate de calcium possède la même configuration spatiale.
Deux molécules d'acide érythorbique se lient avec un atome de calcium au niveau de l'oxygène déprotoné par l'hydrogène acide pour former le sel.
L'isoascorbate de calcium  fait partie des six esters stables de la vitamine C[réf. nécessaire] (acide L-ascorbique), avec les vitamines C1, C2, C3, C4 et C5.
De même, l'acide érythorbique peut être lié chimiquement :
- avec du sodium, pour former l'érythorbate de sodium (E316) ;
- avec du potassium, pour former l'isoascorbate de potassium (E317).